# La Gripperie-Saint-Symphorien
 La Gripperie-Saint-Symphorien  es una población y comuna francesa, situada en la región de Poitou-Charentes, departamento de Charente Marítimo, en el distrito de Rochefort y cantón de Saint-Agnant.

## Demografía
| 324 | 331 | 321 | 364 | 402 | 473 |
| Para los censos de 1962 a 1999 la población legal corresponde a la población sin duplicidades (Fuente: INSEE [Consultar]) |     |     |     |     |     |